# Николаевка (Должанский район)

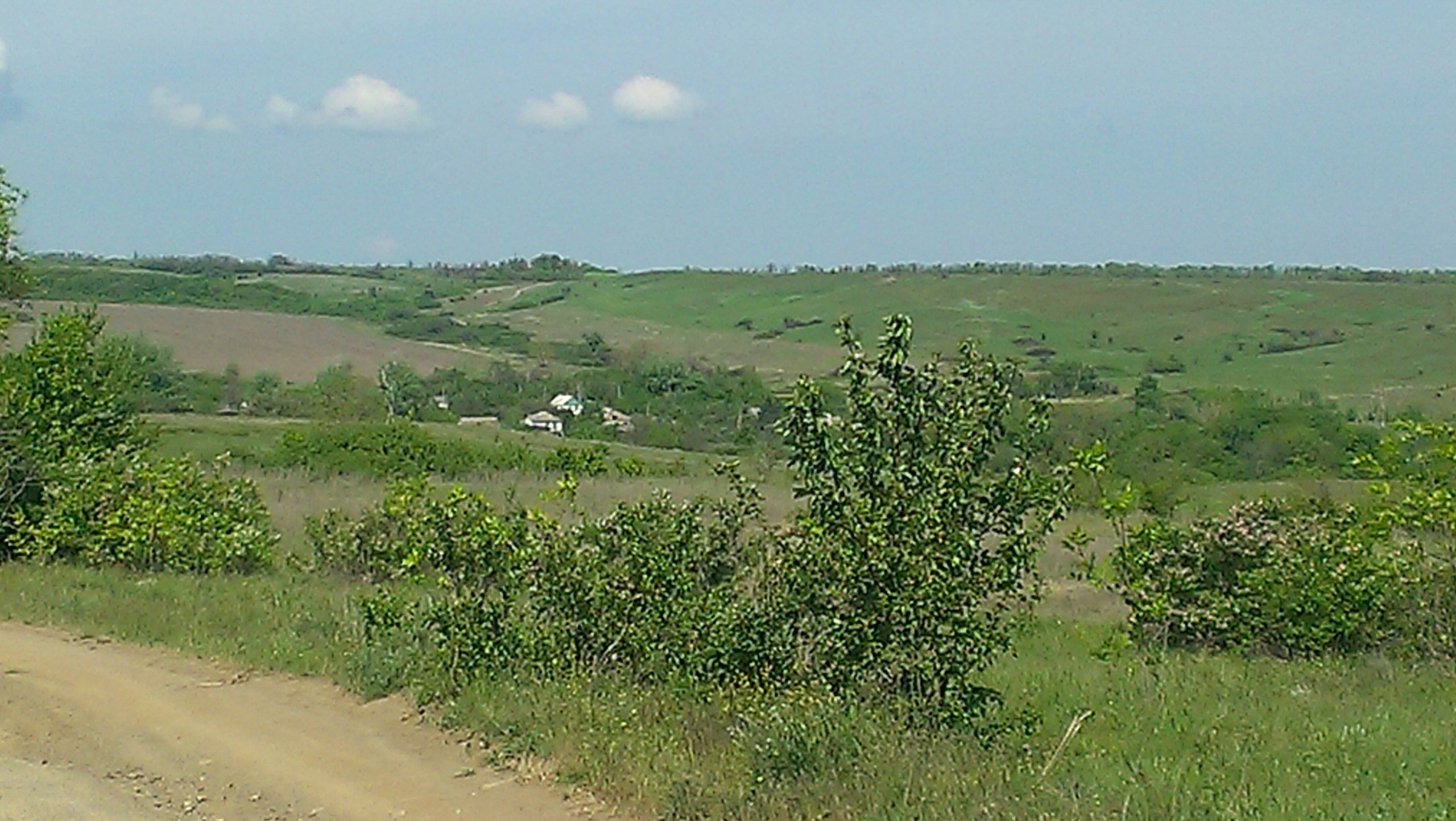
Общий вид Николаевки, ныне — создающегося поселения родовых поместий Дружное

Никола́евка (укр. Миколаївка) — село в Должанском районе (бывшем Свердловском) Луганской области Украины.
Ближайшие населённые пункты: сёла Медвежанка на востоке, Нагорное на севере, Мечетка и Вербовка на западе, Коробкино и посёлки Великокаменка на юго-западе, Кленовый на юге, Покровка, Фёдоровка, Павловка на юго-востоке.
Де факто — с 2014 года населённый пункт контролируется самопровозглашённой Луганской Народной Республикой.

## Население
Население по переписи 2001 года составляло 53 человека.
По состоянию на 2017 год в населённом пункте постоянно проживают 16 человек.

## Общие сведения
Почтовый индекс — 94850. Телефонный код — 6434. Занимает площадь 6 км². Код КОАТУУ — 4424285503.

## Местный совет
94850, Луганская обл., Свердловский городской совет, с. Медвежанка, ул. Гребенюка, 10